# Angela Thirkell
Angela Margaret Thirkell, de soltera Mackail (Londres, 30 de gener de 1890 - Bramley, 29 de gener de 1961) va ser una escriptora britànica.
Procedent d'una família culta, era filla de J.W. Mackail, professor de llengües clàssiques, i neta d'Edward Burne-Jones, pintor pre-rafaelita.
Thirkell es va casar el 1911amb James Campbell McInnes, baríton professional. El matrimoni va tenir dos fills, el 1912 i 1914, i una filla el 1917. Però al novembre d'aquest any es van divorciar. Va marxar a viure amb els seus pares i el 1918 va morir la seva filla.
Va ser també el 1918 que va conèixer a George Lancelot Thirkell, amb qui va casar i el 1920 va marxar a Austràlia. Allí es va dedicar al periodisme i va col·laborar amb revistes angleses. El viatge a Austràlia, en un transport de tropes, ho reflectiria en un llibre semi-autobiogràfic, Trooper to the Southern Cross (1934).
A Austràlia es va establir en Melburne, on va néixer el seu fill menor el 1921. El 1930 va tornar a Anglaterra amb el seu fill de vuit anys. Per obtenir ingressos va iniciar la seva carrera professional com a escriptora. Dos anys després va publicar la novel·la Ankle Deep. Poc abans havia publicat Three Houses, un llibre de memòries amb el qual va guanyar certa fama, però va ser la novel·la la que realment la va donar a conèixer.
Moltes de les seves obres es desenvolupen en el fictici Barsetshire, creat per Anthony Trollope. Estan escrites en forma d'alegres cròniques satíriques i desenvolupen les històries mundanes de nombrosos personatges recurrents. Va escriure una novel·la a l'any des dels anys trenta fins a la seva defunció; de fet la seva última novel·la, Three Score and Tingues, va ser acabada per la seva amiga Caroline LeJeune. Entre elles es troben Pomfret Towers (1938), Northbridge Rectory (1941), Private Enterprise (1947) i The Duke’s Daughter (1951).
A part de les obres situades en Barsetshire, va escriure un llibre d'històries infantils, The Grateful Sparrow; una biografia de Harriette Wilson, The Fortune of Harriette, i una novel·la històrica situada a Londres durant la coronació de la reina Victoria en 1838, Coronation Summer.